# Upps! – Die Pannenshow
Upps! – Die Pannenshow ist eine Heimvideo-Sendung, die ab 2005 wöchentlich auf Super RTL lief. Sie besteht aus Ausschnitten der US-Sendung America’s Funniest Home Videos. Monty Arnold kommentiert die Ausschnitte aus dem Off. Die Sendung wurde ab August 2005 jeden Donnerstag um 20:15 Uhr und ab dem 30. September 2012 am Sonntagabend zur gleichen Uhrzeit mit mehrmonatigen Unterbrechungen regelmäßig ausgestrahlt. 2017 wechselte die Sendung auf den späteren Freitagabend gegen 21:45 Uhr. Ab dem 6. Januar 2018 wurde sie am Samstagabend um die gleiche Zeit, meist in Doppelfolgen, gesendet.
Upps! hält den Weltrekord für die „längste Pannen-TV-Show“: Am 3. September 2009 wurde eine Folge mit der Länge von 5 Stunden, 1 Minute und 35 Sekunden ausgestrahlt. Während der Sendung versuchte sich Moderator Dennie Klose an anderen Weltrekorden. Im Anschluss an die Sendung wurde die Rekordurkunde von Olaf Kuchenbecker an den Moderator überreicht.
Die Sendung hat folgende Rubriken:
- Voll Panne: In dieser Kategorie gibt es einen Mix aus Pannen wie Sport-Pannen, Tier-Pannen etc.
- Menschenskinder: In dieser Kategorie werden Pannen mit Kindern gezeigt, an denen jedoch gelegentlich auch Erwachsene beteiligt sind.
- Einfach Tierisch: In dieser Kategorie werden Pannen rund um Tiere gezeigt.
- Es lebe der Sport: In dieser Kategorie werden Sport-Pannen, meist Unfälle, gezeigt.
- Brautschau: In dieser Kategorie werden Brautpaare gezeigt, denen verschiedenerlei Missgeschicke unterlaufen.
- Upps! Aktuell: In dieser Kategorie werden sogenannte „Pannen-News“ gezeigt. Dazu kommentiert Monty Arnold die Nachrichten. Zu Beginn wird immer ein Nachrichtensprecher gezeigt, dem die Studiokulisse von hinten auf den Kopf fällt. Am Ende folgt der Wetterbericht mit den Worten: „Auf den Sonntagsinseln haben die großen Ferien begonnen. Wie das Wetter bei uns wird – woher sollen wir das wissen?“|| s. A.
- Top 10: In dieser Kategorie wird ein Countdown von Pannenvideos gezeigt.
- Singlebörse: In dieser Kategorie werden Menschen vorgestellt, die Single sind und denen Pannen passieren.

Ab 2011 kamen dazu:
- In & Out: In dieser Kategorie werden Pannen gezeigt und als „in“ oder „out“ bewertet.
- Urlaubstipps: In dieser Kategorie werden Urlaubstipps gezeigt, die meist zu Pannen führen.
- Upps! sucht den Pannenstar: In dieser Kategorie werden Menschen, denen eine Panne unterläuft, bewertet. Es ist eine Parodie auf Deutschland sucht den Superstar.
- Millionenspiel: In dieser Kategorie werden Pannen gezeigt, bis ein kleines „Meter“ unten am Bildschirmrand auf 1 Mio. zeigt.
- Allstars: In dieser Kategorie werden Stars durch Pannen parodiert.
- Es war einmal …: In dieser Kategorie werden Heimvideos gezeigt, die schon in älteren Sendungen von Upps! gezeigt wurden.
- Leichter Leben mit Upps!: In dieser Kategorie werden Pannenvideos mit Tipps für verschiedene Lebenslagen kommentiert.
- Upps! weltweit: In dieser Kategorie werden ausländische Pannen gezeigt.
- Pro & Contra: In dieser Kategorie werden bezüglich eines bestimmten Sachverhalts Pannen gezeigt, die für und gegen diese Thematik sprechen.

## Ableger
Ab dem 28. Dezember 2005 strahlte Super RTL im Anschluss an Upps! – Die Pannenshow die Eigenproduktion Ätsch! Die Kamerafalle mit Lisa Feller und Boris Henn aus. Ähnlich wie Verstehen Sie Spaß? wurden Situationen, vornehmlich mit Passanten, inszeniert. Kommentator der Sendung war Martin Reinl.
Mehrmals im Jahr gibt Sonderausgaben zu einem bestimmten Ereignis (wie z. B. Weihnachten, Ostern) oder Thema (Hochzeit, Sport u. a.).
Upps! – Die Superpannenshow wurde von Andrea Göpel und Oliver Beerhenke moderiert. Die Premierenfolge lief am 17. Dezember 2005 um 22:20 Uhr nach Deutschland sucht den Superstar. Diese verfolgten insgesamt 4,26 Millionen Zuschauer bei einem Marktanteil von 23,3 Prozent in der werberelevanten Zielgruppe. Die Sendung wurde bis Mitte 2009 samstags gegen 22:15 Uhr auf RTL gesendet. Seit dem 24. Februar 2013 sendete RTL eine Pilotstaffel mit 14 neuen Folgen in den Nächten von Samstag auf Sonntag zwischen ca. 23:30 Uhr bis 0:30 Uhr. Die Folgen erhielten ein neues Design. Auf Moderatoren wurde verzichtet. Als Off-Sprecher der Videos blieb Monty Arnold erhalten. Ferner wurden die Folgen von etwa 60 auf 40 Minuten gekürzt. Damit fielen sie kürzer als die Folgen von Upps! – Die Pannenshow aus. Seit Juni 2007 wurde die Sendung im Format 16:9 ausgestrahlt.
Vom 6. Januar bis 2. April 2023 strahlte Super RTL die Sendung Kamera läuft! Die lustigsten Clips aus dem Netz aus. Mit Kommentaren von Off-Sprecher Monty Arnold werden kuriose Clips aus dem Internet präsentiert.